# ايزكيل روبنسون
ايزكيل روبنسون (بالإنجليزية: Ezekiel Robinson)‏ هو رجل دين أمريكي، ولد في 23 مارس 1815 في أتلبورو في الولايات المتحدة، وتوفي في 13 يونيو 1894 في بوسطن في الولايات المتحدة.